# Bartolomeo Eustachi

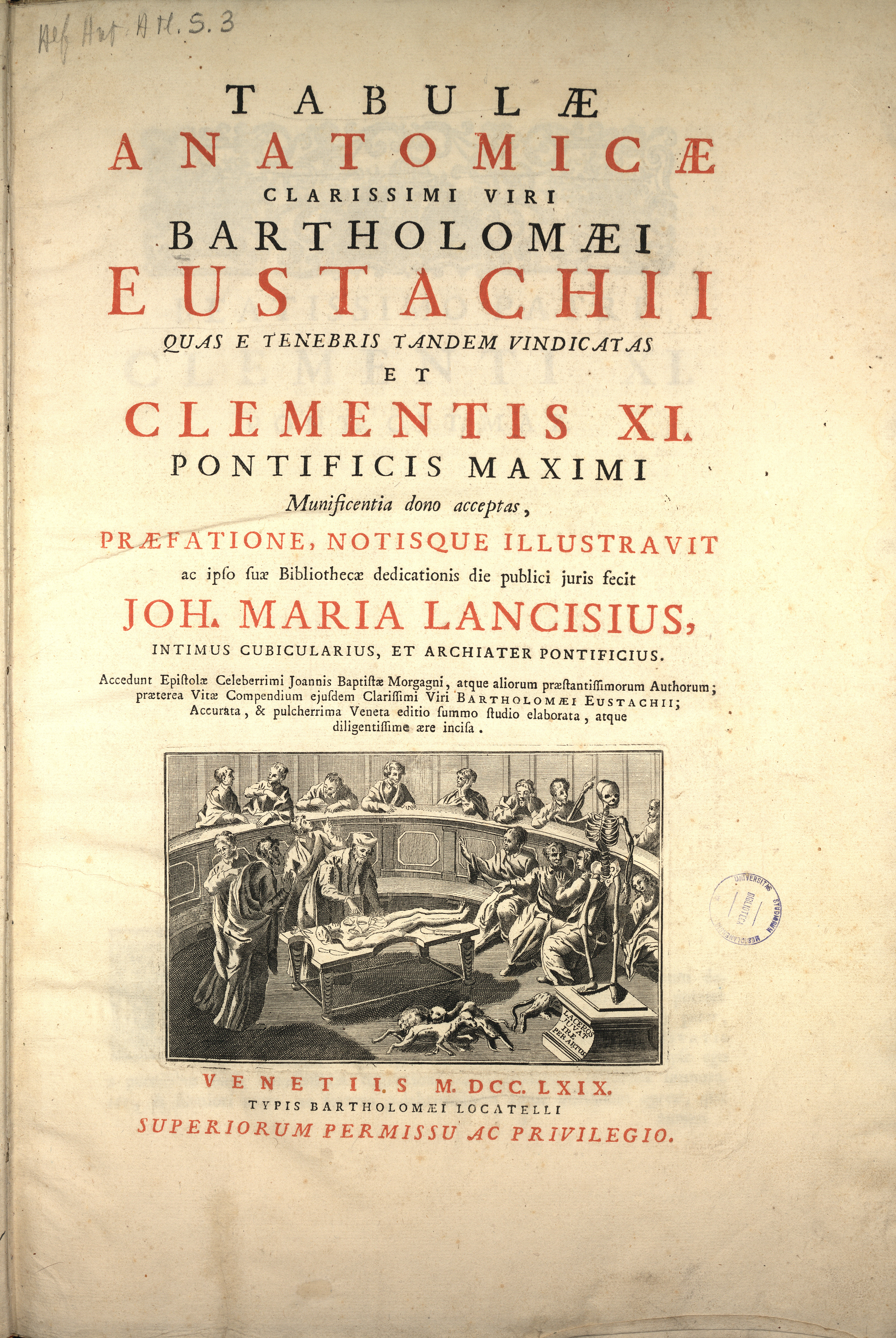
Tablice anatomiczne Bartolomeo Eustachi

Bartolomeo Eustachi (ur. pod koniec XV wieku lub na początku XVI wieku w San Severino Marche, zm. 27 sierpnia 1574 w Fossombrone) – włoski anatom, najbardziej znany z opisania tzw. trąbki Eustachiusza. 

## Życiorys
Był profesorem anatomii w Rzymie, zajadłym przeciwnikiem Wesaliusza, któremu wytknął kilka poważnych błędów. Przygotował własne tablice anatomiczne, które jednak wydano dopiero w 1754, czyli w 211 lat po pierwszym wydaniu wesaliuszowej De humani corporis fabrica, a tym samym nie wywarły tak wielkiego wpływu na rozwój anatomii jak prekursorskie dzieło Wesaliusza. Prócz wspomnianej trąbki słuchowej Eustachiusz opisał budowę takich narządów jak nadnercza, pęcherz moczowy i nerki.